# Hrafn Gunnlaugsson
Hrafn Gunnlaugsson (Reykjavík, 17 giugno 1948) è un regista e sceneggiatore islandese.
Fratello dell'attrice Tinna Gunnlaugsdóttir. 

## Filmografia parziale
- Óðal feðranna (1981)
- Okkar á milli: Í hita og þunga dagsins (1982)
- Il volo del corvo (Hrafninn flýgur) (1984)
- Í skugga hrafnsins (1988)
- Hvíti víkingurinn (1991)
- Hin helgu vé (1993)
- Myrkrahöfðinginn (2000)
- Reykjavík í öðru ljósi (2000)
- Opinberun Hannesar (2004)

## Premi e riconoscimenti
Guldbagge
1985 - Miglior regista per La vendetta dei barbari